# 久拉杜古卡福
久拉杜古卡福（法語：Diouradougou Kafo），是馬里的城鎮，位於該國南部，由錫卡索區的庫蒂亞拉省負責管轄，處於庫佳拉以南80公里，面積402平方公里，2009年人口6,876，人口密度每平方公里17人。